# Henry Frayne
Henry Frayne (ur. 14 kwietnia 1990 w Adelaide) – australijski lekkoatleta specjalizujący się w trójskoku.
W 2008 roku zajął piąte miejsce na mistrzostwach świata juniorów ustanawiając w eliminacjach tej imprezy wynikiem 16,40 rekord Australii i Oceanii w kategorii juniorów (poprawiony później przez niego do poziomu 16,62). W kolejnym sezonie uplasował się na dwunastej pozycji podczas uniwersjady. Medalista mistrzostw Australii (m.in. złoto podczas czempionatu w 2010) oraz reprezentant kraju w meczach międzypaństwowych. Startuje również w skoku w dal, w której to konkurencji zdobył srebrny medal halowych mistrzostw świata 2012 w Stambule. W 2017 nie awansował do finału światowego czempionatu w Londynie.
Rekordy życiowe: trójskok – 17,23 / 17,34w (2 marca 2012, Melbourne); skok w dal (stadion) – 8,34 (10 kwietnia 2018, Gold Coast); skok w dal (hala) – 8,23 (10 marca 2012, Stambuł).
Lekkoatletykę uprawiali także jego ojciec (Geoff Frayne – medalista mistrzostw kraju w skoku w dal i trójskoku) i wujek (Bruce Frayne – sprinter, olimpijczyk, medalista Igrzysk Wspólnoty Narodów).

## Osiągnięcia
| Rok  | Impreza                     | Miejsce        | Konkurencja       | Pozycja           | Wynik |
| ---- | --------------------------- | -------------- | ----------------- | ----------------- | ----- |
| 2008 | Mistrzostwa świata juniorów | Bydgoszcz      | trójskok          | 5. miejsce        | 16,29 |
| 2009 | Uniwersjada                 | Belgrad        | trójskok          | 12. miejsce       | 16,11 |
| 2011 | Mistrzostwa świata          | Daegu          | trójskok          | 9. miejsce        | 16,78 |
| 2012 | Halowe mistrzostwa świata   | Stambuł        | skok w dal        | 2. miejsce        | 8,23  |
| 2012 | Igrzyska olimpijskie        | Londyn         | skok w dal        | 9. miejsce        | 7,85  |
| 2012 | Igrzyska olimpijskie        | Londyn         | trójskok          | el. – 17. miejsce | 16,40 |
| 2014 | Igrzyska Wspólnoty Narodów  | Glasgow        | skok w dal        | –                 | NM    |
| 2014 | Puchar interkontynentalny   | Marrakesz      | skok w dal        | 4. miejsce        | 7,95  |
| 2016 | Igrzyska olimpijskie        | Rio de Janeiro | skok w dal        | 7. miejsce        | 8,06  |
| 2017 | Mistrzostwa świata          | Londyn         | skok w dal        | el. – 14. miejsce | 7,88  |
| 2018 | Igrzyska Wspólnoty Narodów  | Gold Coast     | skok w dal        | 2. miejsce        | 8,33  |
| 2018 | Puchar interkontynentalny   | Ostrawa        | skok w dal        | 4. miejsce        | 7,96  |
| 2019 | Mistrzostwa świata          | Doha           | skok w dal        | el. – 13. miejsce | 7,86  |
| 2021 | Igrzyska olimpijskie        | Tokio          | el. – 14. miejsce | 7,93              |       |
| 2022 | Mistrzostwa świata          | Eugene         | skok w dal        | 12. miejsce       | 7,80  |
| 2022 | Igrzyska Wspólnoty Narodów  | Birmingham     | skok w dal        | 6. miejsce        | 7,94  |
| 2023 | Mistrzostwa świata          | Budapeszt      | skok w dal        | el. – 20. miejsce | 7,78  |